# Le Hameau (roman)
Pour les articles homonymes, voir Hameau (homonymie).
Le Hameau (titre original : The Hamlet) est un roman de William Faulkner, publié en 1940. L'action du roman se situe dans le comté imaginaire de Yoknapatawpha. C'est le premier volume de la trilogie des Snopes.

## Historique
La rédaction du roman commence en fin de l'année 1938. Faulkner y retravaille et compile deux nouvelles inédites intitulées L'Après-midi d'une vache et L'Incendiaire. Le roman est terminé en octobre 1939 et paraît chez Random House le 1er avril 1940.

## Résumé
Flem Snopes, métayer sans fortune, s'introduit dans la famille Varner comme commis de la boutique familiale des Varner. Secret et rusé, il prend une place sans cesse grandissante au sein de l'équipe de la boutique, parvenant à s'attirer les faveurs du père de la famille, le vieux Will, dont il épousera la fille Eula, supplantant son rival Labove, après que celui-ci aura tenté d'abuser d'elle. 

## Éditions françaises
- William Faulkner (trad. de l'anglais par René Hilléret), Le Hameau, Éditions Gallimard, 1985 (1re éd. 1959), 2204 p. (BNF 33003557).
- William Faulkner (trad. de l'anglais par René Hilléret (révisée)), Le Hameau, Éditions Gallimard, coll. « Quarto » (1re éd. 1985), 1260 p. (ISBN 978-2-07-078373-1).